# Oncometopia meridensis
Oncometopia meridensis är en insektsart som beskrevs av Schröder 1959. Oncometopia meridensis ingår i släktet Oncometopia och familjen dvärgstritar. Inga underarter finns listade i Catalogue of Life.